# قدرت الله ايزدي
قدرت الله ايزدي (بالفارسية: قدرت‌الله ایزدی) (و. 1956  م) هو ممثل، ومخرج أفلام، ومدرس إيراني.

## روابط خارجية
- قدرت الله ايزدي على موقع IMDb (الإنجليزية)